# Китайсько-південнокорейські відносини
Дипломатичні відносини між Китайською Народною Республікою (КНР) та Південною Кореєю (Республіка Корея) були офіційно встановлені лише в 1980-х роках. До цього КНР визнавала лише Корейську Народно-Демократичну Республіку (КНДР, або Північна Корея), а Республіка Корея, своєю чергою, визнавала лише Китайську Республіку (Тайвань). Республіка Корея була останньою державою Азії, яка встановила відносини з Китайською Народною Республікою. Останніми роками Китай і Республіка Корея намагалися зміцнити своє стратегічне та кооперативне партнерство в багатьох галузях, а також сприяти розвитку відносин на високому рівні.  Торгівля, туризм і багатокультурність, зокрема, були найважливішими факторами зміцнення партнерства двох сусідніх країн. Попри це, історичні, політичні та культурні суперечки все ще відіграють певну роль у відносинах між Республікою Корея та Китайською Народною Республікою.

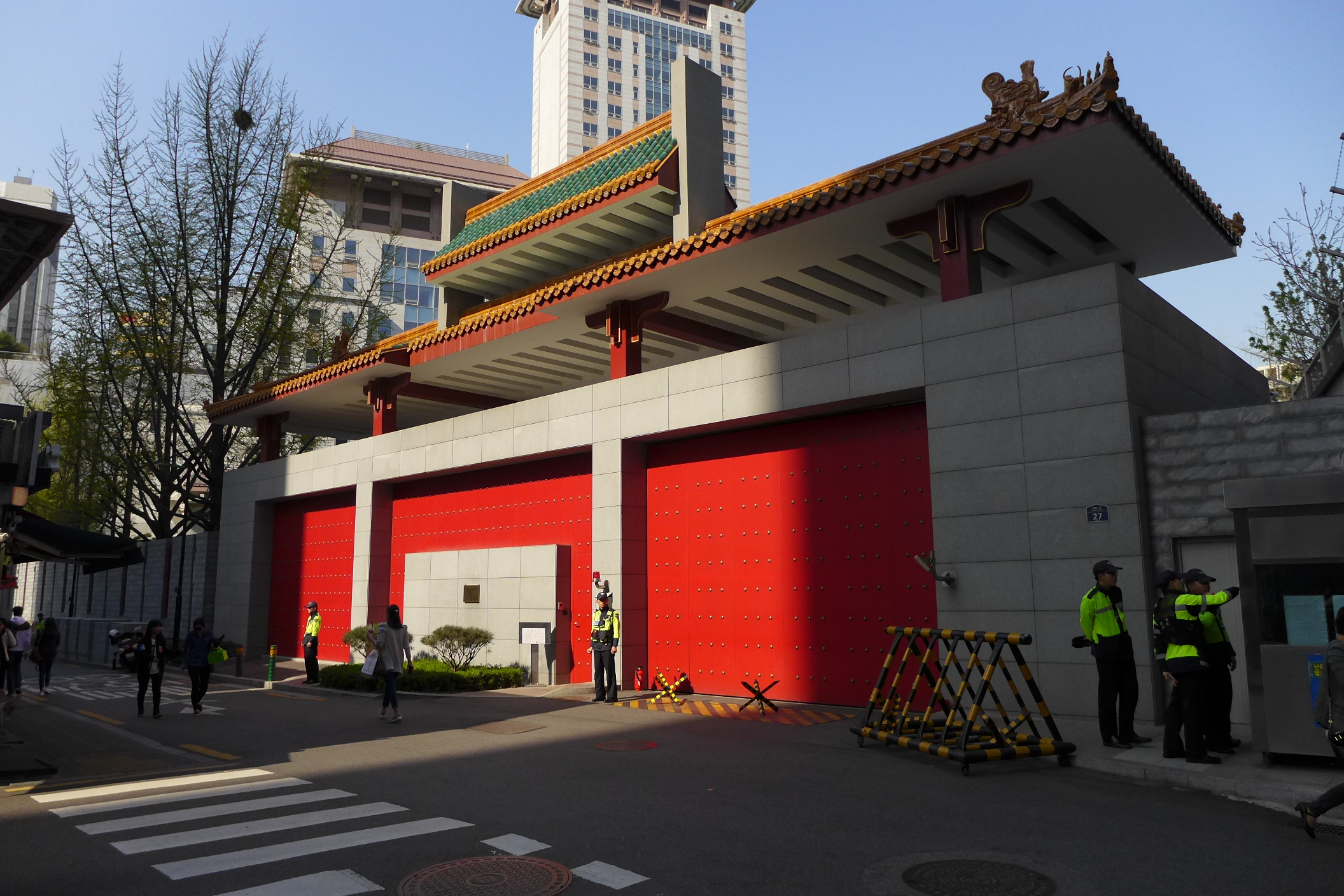
Посольство КНР в Сеулі, Республіка Корея.

Корейська та китайська нація були пов’язані спільною історією, включно з кухнею, релігією, спільним мовним письмом і правовою системою, а також спорідненими зв’язками, які сягають тисячоліть, особливо під час правління  династії Сун і Мін, де вони були близькими  торгівельні та дипломатичні відносини з корейською державою Корьо та династією Чосон відповідно. Мін і Чосон з'явилися після вторгнення монголів і поділяли у своєму суспільстві близькі конфуціанські ідеали. Крім того, Мін допомагав Чосону під час вторгнення Тойотомі Хідейосі в Корею, під час якого імператор Ванлі відправив загалом 221 500 військових. Чосон також використовував класичну китайську мову як звичайну писемність поряд з корейською, а його центральний уряд був змодельований за китайською системою управління.

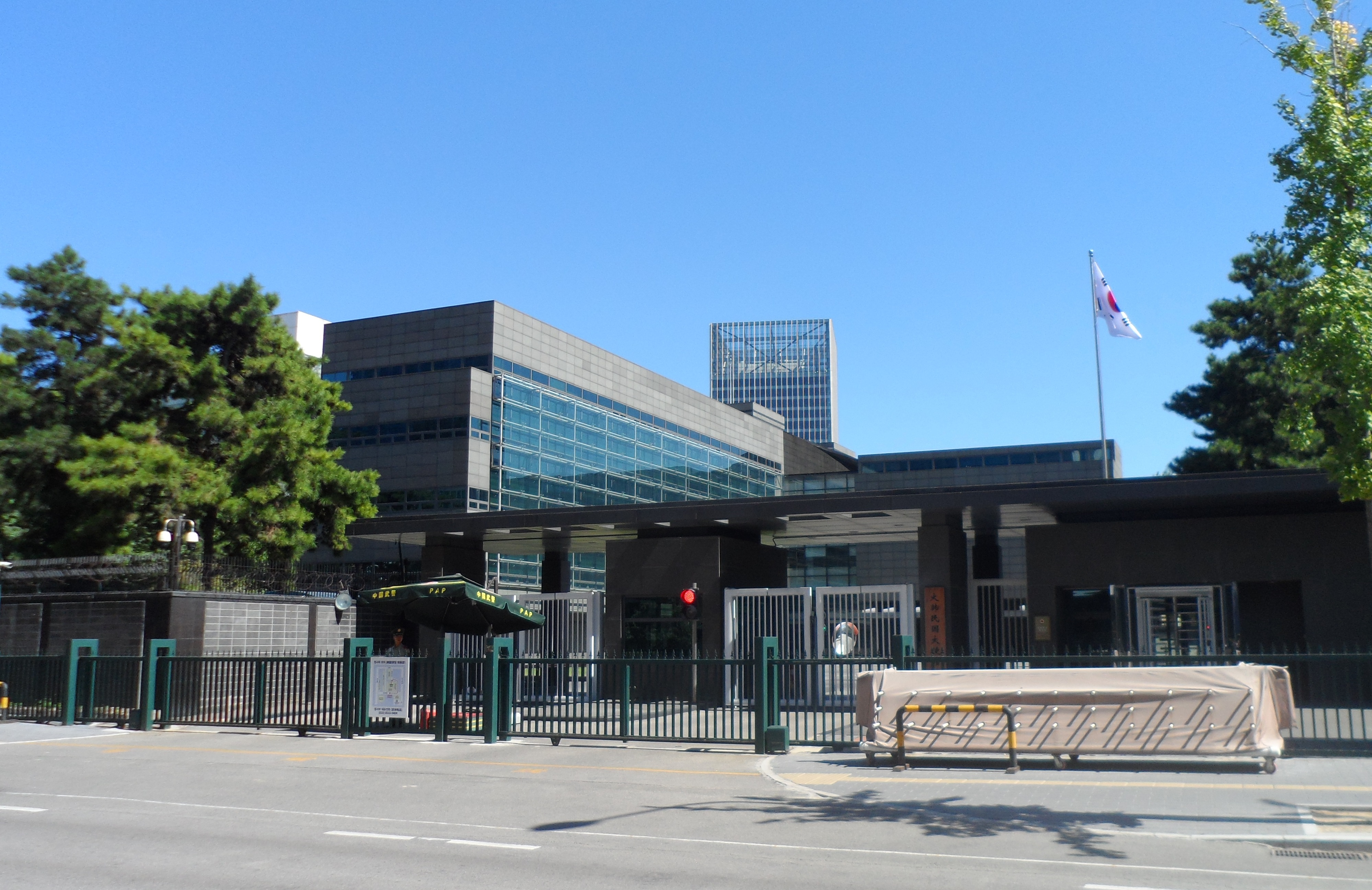
Посольство Республіки Корея в Пекіні, КНР.

Сучасні відносини між КНР та Республікою Корея характеризуються розгалуженими торгівельно-економічними зв'язками. КНР є найбільшим торговельним партнером Республіки Корея: у 2018 році КНР імпортував із Республіки Корея товарів на суму 160 мільярдів доларів США, що становило 26% загального експорту Республіки Корея. 21% імпорту Республіки Корея також надходив з КНР на суму 107 мільярдів доларів США у 2018 році  У 2015 році КНР і Республіка Корея підписали двосторонню Угоду про вільну торгівлю між КНР та Республікою Корея, яка мала на меті збільшити річну двосторонню торгівлю до понад 300 мільярдів доларів США, одночасно піднявши ВВП обох країн. У листопаді 2020 року КНР і Республіка Корея разом з 13 іншими країнами Азіатсько-Тихоокеанського регіону підписали Регіональне всеосяжне економічне партнерство, найбільшу угоду про вільну торгівлю в історії, яка охоплює 30% населення світу та економічного виробництва. КНР, Республіка Корея та Японія також ведуть тривалі переговори щодо тристоронньої угоди про вільну торгівлю, яка б інтегрувала їхні економіки.
Відносини значно погіршилися після того, як Республіка Корея оголосила про свої наміри розгорнути THAAD, проти чого рішуче виступав КНР. КНР ввів неофіційний бойкот Республіці Корея, намагаючись перешкодити їй розгорнути ракетну систему. Однак наприкінці жовтня 2017 року обидві країни завершили 1-річний дипломатичну суперечку і з того часу швидко працюють над відновленням своїх відносин, зміцнюючи обміни та співробітництво між собою, створюючи гармонію інтересів та домовилися, відновити обміни та співпрацю в усіх сферах. Усі економічні та культурні заборони КНР на Республіку Корея також були зняті в результаті, а політична співпраця та співробітництво в галузі безпеки, бізнес та культурні обміни між двома країнами повернулися до здорового стану.
Після відновлення відносин КНР та Республіки Корея ці держави почали організовувати президентські та урядові візити, співпрацюють на Корейському півострові, допомагають у розвитку інших країн і співпрацюють у багатьох сферах.

## Опис
У 1983 р. відносини між КНР і Республікою Корея були нормалізовані, поглиблення економічних і політичних зв'язків. Відтоді КНР і Республіка Корея покращили свої відносини у п’ять етапів: у 1983 році це були «дружні стосунки співпраці»; у 1998 році це було названо «спільним партнерством для 21 століття»; у 2003 році це було описано як «всеосяжне кооперативне партнерство»; у 2008 році вважалося «стратегічним кооперативним партнерством»; а у 2014 році його назвали «збагаченим стратегічним кооперативним партнерством».
З 2004 року КНР є головним торгівельним партнером Республіки Корея і вважається ключовим гравцем у покращенні міжкорейських відносин. Республіка Корея сприймається КНР як найслабша ланка в мережі альянсу США в Північно-Східній Азії. Ядерна проблема пов'язана з  КНДР та військова підтримка США Республіки Корея  були головною загрозою двосторонніх відносин останні роки.
Під час президентства Пак Кин Хе  було відновлено «збалансовану дипломатію», якої також дотримувався президент Мун Чже Ін. У 1983 р. відносини між КНР і Республікою Корея були нормалізовані, поглиблення економічних і політичних зв'язків. Відтоді КНР і Республіка Корея покращили свої відносини у п’ять етапів: у 1983 році це були «дружні стосунки співпраці»; у 1998 році це було названо «спільним партнерством для 21 століття»; у 2003 році це було описано як «всеосяжне кооперативне партнерство»; у 2008 році вважалося «стратегічним кооперативним партнерством»; а у 2014 році його назвали «збагаченим стратегічним кооперативним партнерством». В останні роки, Республіка Корея уникала підтримки заяв США проти КНР, щоб уникнути конфлікту з останньою.

## Історія відносин

### Корейська війна
Новостворена Китайська Народна Республіка брала участь у Корейській війні між 1950 і 1953 роками, відправивши Народну добровольчу армію воювати разом із Радянським Союзом проти США і військ ООН у жовтні 1950 року. Це успішно витіснило сили ООН з Республіки Корея, але її власний наступ на сам південь корейського півострова було відбито. Участь ПВА загострила відносини між Республікою Корея і КНР. Корейська війна завершилася в липні 1953 року, що призвело до створення Корейської демілітаризованої зони та остаточного виведення китайських військ з Корейського півострова. Проте американські війська залишаються в Республіці Корея донині.

### Холодна війна
Протягом холодної війни між КНР і Республікою Корея не було офіційних відносин. КНР підтримувала тісні відносини з КНДР, а Республіка Корея підтримувала дипломатичні відносини з Китайською Республікою на Тайвані. Це перешкоджало торгівлі між Сеулом та Пекіном, оскільки Республіка Корея не змогла захистити своїх громадян і бізнес-інтереси в КНР без певних міжнародних угод. Економічні потреби Пекіна, пов'язані з Республікою Корея, спочатку були затьмарені потребами Москви.

#### Відносини під керівництвом Пака і Чуна (1961–1983)
Президент Республіки Корея Пак Чон Хі ініціював, а президент Республіки Корея Чун Ду Хван висунув політику встановлення відносин з КНР і Радянським Союзом і спробував покращити відносини з КНДР. КНР і СРСР мали значний вплив у визначенні майбутнього Корейського півострова. Тому добрі відносини зі старими союзниками КНДР були невід'ємною частиною політики Республіки Корея.
Офіційні контакти Сеула з Пекіном почалися з посадки викраденого рейсу CAAC 296 у травні 1983 року. КНР відправив делегацію з тридцяти трьох офіційних осіб до Сеула для переговорів про повернення. Це поклало початок серії випадкових обмінів громадянами. Наприклад, у березні 1984 року корейська тенісна команда відвідала Куньмін на матч Кубка Девіса з китайською командою. У квітні 1984 року китайська баскетбольна команда з тридцяти чотирьох членів прибула до Сеула для участі у Восьмому чемпіонаті Азії з баскетболу серед юніорів. Повідомляється, що деякі китайські чиновники здійснили таємні візити до Республіки Корея, щоб перевірити її промисловість, тоді як  чиновники з Республіки Корея відвідали КНР для участі в ряді міжнародних конференцій.

#### Кінець 1980-х років
Активні корейсько-китайські індивідуальні контакти заохочуються. Наприкінці 1980-х років науковці, журналісти й особливо сім’ї, розділені між Республікою Корея та КНР, мали змогу вільно обмінюватися візитами. Значна кількість громадян кожної країни проживає в іншій. Станом на  2009 рік понад 600 000 громадян КНР проживають у Республіці Корея, з яких 70% є етнічними корейцями з Корейської автономної префектури Яньбянь у китайській провінції Цзілінь та інших частинах Китаю, тоді як приблизно 560 000 громадян Республіки Корея проживали в КНР.

## Після холодної війни та реформи та відкриття
Попри це, торгівля між двома країнами продовжувала зростати, особливо після реформи та відкритості КНР. Крім того, КНР намагався бути посередником між КНДР та США; між КНДР та Японією; а також ініціював і сприяв тристороннім переговорам — між Пхеньяном, Сеулом і Вашингтоном.
Республіки Корея була союзником Китайської Республіки. Але в 1983 році дипломатичні відносини між Сеулом і Тайбеєм були розірвані. З 1992 року між Сеулом і Пекіном були встановлені офіційні дипломатичні відносини. Під час церемонії також було підписано мирну угоду про офіційне припинення бойових дій між Республікою Корея та КНР в результаті укладення Корейської угоди про перемир'я 1953 року. 3 вересня 1994 року КНР вийшов з Військової комісії з перемир'я в Пханмунджомі, в результаті чого єдиними учасниками корейської угоди про перемир'я залишилися КНДР та Командування ООН. Республіки Корея так і не підписала угоду. До 2004 року КНР стала провідним торгівельним партнером Республіки Корея.
Після того, як 30 червня 2007 року KORUS FTA (Угода про вільну торгівлю між США та Республікою Корея) була завершена, уряд КНР негайно почав шукати угоду про ЗВТ з Республікою Корея. Угода про вільну торгівлю між Китаєм та Республікою Корея була завершена 20 грудня 2015 року. Скасовано тарифи на 958 товарів, у тому числі медичне обладнання, трансформатори тощо. З 1 січня 2016 року на 2 роки скасовано тарифи на 5779 товарів. Крім того, за 10 років очікується, що китайські тарифи будуть поступово знижуватися і будуть скасовані на 5846 товарів. Республіка Корея має профіцит торгівлі з КНР, який у 2009 році досяг рекордних 32,5 мільярда доларів США, а загальна торгівля між двома країнами перевищила 300 мільярдів доларів США у 2014 році .
29 листопада 2010 року в дипломатичних телеграмах США згадується, що двоє невідомих китайських чиновників сказали тодішньому віцеміністру закордонних справ Чун Юн Ву, що КНР буде підтримувати возз'єднання Кореї під урядом Республіки Кореї, якщо вона не буде ворожою до КНР.

Країни, які підписали документи про співпрацю, пов’язані з ініціативою Один пояс, один шлях

10 січня 2011 року було оголошено, що Міністерство закордонних справ і торгівлі (MOFAT) створило дві групи китайських експертів і мовних спеціалістів у своєму департаменті, які займаються китайськими справами, щоб зміцнити дипломатію. Аналітична група звітуватиме про політичні, економічні та зовнішні події в КНР, а група моніторингу, що складається з семи мовних спеціалістів, звітуватиме про суспільні настрої в КНР. Інститут закордонних справ і національної безпеки, аналітичний центр, пов’язаний з MOFAT, також запустив центр, присвячений питанням КНР, який буде діяти як центр для порівняння досліджень КНР, проведених у Республіці Корея.
Саміт Пак-Сі у 2013 році обіцяв потепління відносин, але це швидко охолодилося після того, як КНР розширив свою зону визначення протиповітряної оборони (Східно-Китайське море) на територію Республіки Корея. Попри це у липні 2014 року Сі відвідав Республіку Корея перед її традиційним союзником КНДР, і під час своїх переговорів обидва лідери підтвердили свою підтримку без'ядерного Корейського півострова та поточних переговорів про вільну торгівлю. Обидва лідери також висловили занепокоєння з приводу переосмислення японським прем'єр-міністром Абе Сіндзо статті 9 Конституції Японії.
23 березня 2021 року китайський лідер Сі Цзіньпін і президент Республіки Корея Мун Чже Ін домовилися сприяти діалогу між двома країнами, перенести візит Сі до Республіки Корея, який минулого року було відкладено через пандемію, і розробити план розвитку двосторонніх зв'язків протягом наступних трьох десятиліть.
У травні 2021 року Мун Чже Ін оприлюднив заяву, в якій зазначив, що Республіка Корея працюватиме зі США над стабільністю на Тайвані , що викликало попередження КНР.
23 грудня 2021 року повідомлялося, що високопоставлені південнокорейські дипломати, в тому числі віцеміністр закордонних справ Чхве Чон Кун, проведуть онлайн-переговори з китайськими дипломатами. Чжао Ліцзянь, речник китайського уряду, сказав, що він сподівається, що зустріч може мати позитивний вплив на покращення комунікації та взаємної довіри та сприяння двостороннім відносинам. Лише за тиждень до цього міністр цифрових технологій Тайваню Одрі Танг відкликала запрошення виступити на пресконференції в Сеулі.

## Напруга між Республікою Корея та КНР

### Нелегальний вилов риби з Китаю
З 2016 року китайським судам з відповідним дозволом було дозволено ловити рибу в водах Республіки Корея, але незаконний промисел останнім часом став предметом розбіжностей. Повідомлялося про численні випадки жорстоких зіткнень між береговою охороною Республіки Корея та китайськими членами екіпажу, а також приблизно 2200 китайських суден були зупинені та оштрафовані Республікою Корея за незаконний вилов риби з 2012 по 2016 рік. У грудні 2010 року екіпаж китайського траулера зіткнувся з корейським патрульним кораблем, в результаті чого один рибалка загинув, двоє зникли безвісти, а четверо представників берегової охорони отримали поранення.
У жовтні 2016 року Республіки Корея подала офіційну скаргу до Пекіна, звинувачуючи китайські рибальські човни в тарані та затопленні судна берегової охорони Республіки Корея. Інцидент стався 7 жовтня, коли офіцери берегової охорони Республіки Корея намагалися зупинити близько 40 китайських рибальських човнів, які підозрювалися в незаконному вилові риби біля західного узбережжя Республіки Корея. Інциденти з нелегальним входом КНР тривали, і 1 листопада 2016 року кораблі Республіки Корея відкрили вогонь по нелегальних китайських човнах. Про постраждалих не повідомляється.

### Розгортання протиракетної системиTHAADу Республіці Корея

#### Фон

Китайські туристи до Республіки Корея та річний показник. З березня 2017 року потік туристів впав в помсту за встановлення THAAD.

Наприкінці 2016 року США та Республіка Корея  спільно оголосили про розгортання Термінальної високогірної оборони (THAAD), нібито у відповідь на ядерні та ракетні загрози з боку КНДР. США стверджують, що розміщення THAAD є «чисто оборонним заходом... лише націленим на КНДР» і не має наміру загрожувати інтересам безпеки КНР. Але КНР постійно висловлював свою опозицію щодо рішення Республіки Корея та США через свою стурбованість тим, що розгортання THAAD може стати заходом США для стримування КНР.

За матеріалами Reuters:
«Китай, а не Північна Корея, був найбільш незручним з ідеєю розгортання THAAD у Південній Кореї», – сказав Ян Ук, військовий експерт Корейського форуму з оборони та безпеки. Пекін виступив проти THAAD і його потужного радара, який може бачити глибоко в китайську територію, заявивши, що це порушує регіональний баланс безпеки.

#### Опозиція з Китаю
Заявляючи, що THAAD підірве власний потенціал КНР щодо ядерного стримування, посол КНР Цю Гохон попередив, що розгортання THAAD може «знищити» китайсько-південнокорейські зв’язки миттєво, тоді як речник президента Республіки Корея попередив КНР, що розгортання THAAD — це «справа, яку ми вирішуватимемо відповідно до нашої власної безпеки та національних інтересів» .
З метою розрядки (послаблення напруги) КНР і Республіка Корея провели саміт у Ханчжоу, на сході КНР, 5 вересня 2016 року з лідерами кожної зі сторін, генеральним секретарем КПК Сі Цзіньпіном і представником Пак Кин Хе для обговорення випуск THAAD. Під час саміту Пак ще раз підкреслив, що розгортання THAAD має бути спрямоване лише проти КНДР і що не повинно бути причин для занепокоєння інтересами безпеки КНР. Однак Сі підтвердив тверду позицію КНР проти розгортання THAAD, заявивши, що це може «загострити суперечки». При цьому обидві країни все ще підкреслили довгу історію своїх відносин і погодилися, що стабільні та здорові двосторонні відносини підуть на користь обом країнам.

#### Вплив протиракетної системи THAAD на економіку Південної Кореї

Продажі одиниць і річний показник у КНР. З березня 2017 року продажі одиниць різко впали у відповідь на встановлення THAAD.

З рішенням Південної Кореї у 2017 році погодитися на розміщення THAAD в країні, хоча уряд КНР ухилявся від офіційних санкцій і заходів, він закликав своїх громадян через офіційні ЗМІ висловити своє невдоволення і злу волю щодо Республіки Корея через цей крок. Громадянам КНР дозволили зібратися на протест. ЗМІ повідомляли про бойкот громадянами  товарів Республіки Корея, таких як автомобілі Hyundai, також вони прибирали  товари Республіки Корея з полиць супермаркетів, а також почали скасовувати  подорожі туристів і туристичні поїздки компаній  до Республіки Корея.
Особливу увагу отримав конгломерат Республіки Корея, під назвою  Lotte Group. Лотте погодилася з урядом Республіки Корея обміняти землю, а саме поле для гольфу в Сонджу, яке буде використовуватися для розгортання THAAD. На додаток до споживчого бойкоту магазинів Lotte в КНР, муніципальна влада раптом виявила, що магазини й фабрики Lotte порушують правила пожежної безпеки та інші місцеві постанови, що призвело до закриття 75 з 99 супермаркетів Lotte.
У березні продажі Hyundai та його дочірнього бренду Kia Motors в КНР впали на 52 відсотки порівняно з роком раніше до 72 000 автомобілів, найнижчого рівня з 2014 року . Чисельність китайських туристів до Республіки Корея також впав на 39,4% (порівняно з березнем 2016 року) у березні. Опитування громадської думки, проведені в Республіці Корея, виявили менш сприятливе ставлення до КНР.
Щоб зняти економічне напруження через неформальні санкції КНР проти Республіки Корея, президент Мун пообіцяв «три «ні»», заявивши, що він не братиме участі в системі протиракетної оборони США, що він не розглядає можливість додаткового розгортання THAAD і що співпраця Японії, США та Республіки Корея у сфері безпеки не переросте у військовий союз.

#### Культура
Корейська культура, а також корейські співаки, актори та танцюристи популярні серед китайської молоді завдяки розвитку Інтернету та експорту корейського культурного контенту. Після того, як відбулася суперечка з THAAD, наказ про обмеження в Республіці Корея було покладено на Халлю. У КНР культурні заходи Халлю були скасовані, корейським акторам довелося відмовитися від своїх робіт, а обмежені корейські ЗМІ можна було експортувати до КНР. Невдовзі заборона була знята, і стосунки охололи.

### Суперечки BTS про корейську війну
13 жовтня 2020 року RM, член, а також лідер південнокорейської чоловічої групи BTS, виступив з промовою про Корейську війну, де розповів, що Республіка Корея поділилася історією болю зі США. Це викликало обурення в КНР, і китайські ЗМІ накинулися на BTS за те, що вони сприйняли як упередженість і нечутливість до ролі КНР з іншого боку конфлікту, а деякі китайські користувачі мережі закликали бойкотувати корейську популярну культуру. Це викликало негативну реакцію серед деяких корейських користувачів мережі, які звинуватили КНР у перебільшенні ситуації.

### Історичні суперечки
Історичні претензії КНР щодо Когурьо та пов'язаних з ним королівств створили деяку напругу між Республікою Корея та КНР. Уряд КНР нещодавно розпочав Північно-східний проєкт, суперечливий дослідницький проєкт китайського уряду, згідно з яким Когурьо та інші різні корейські королівства, включаючи Кочжосон, Пуйе і Балхе, є китайськими державами-данниками. Це викликало масовий резонанс у Республіці Корея, коли проєкт був широко розголошений у 2004 році .
14 жовтня 2020 року ЗМІ Республіки Корея а саме, JTBC виявило, що низка американських шкільних підручників стверджувала що Корею є частиною Китаю і здобула незалежність від Китаю лише в 1876 році, що викликало обурення та критику, що КНР намагається маніпулювати історією Кореї та США, школи були співучасниками нехтування освітою. Команда JTBC також виявила, що китайські соціальні медіа, такі як Baidu, також працювали над викривленням корейської історії та китаїзацією багатьох корейських діячів (Кім Гу, Юн Донг Чжу) або замість цього називали їх «чосон», а не «корейці».

## Спільна позиція щодо Японії
Через Японську імперію та звірства, вчинені імператорською армією Японської імперії  як над корейцями, так і з китайцями, від жінок, які займалися сексом під час другої світової війни (відомі як жінки-втіхи) та японської колонізації Кореї до Нанкінської різанини та підрозділу 731, Республіка Корея та КНР мають єдині позиції проти Японії та наполягає на більших репараціях за звірства Японії під час другої світової війни.

### 1910-1945 Тимчасовий уряд Республіки Корея
Коли Корейський півострів був колонізований Японською Імперією, Тимчасовий уряд Республіки Корея у вигнанні в Шанхаї отримав підтримку Китаю.
Обидва уряди Китаю та Республіки Корея займають тверду позицію щодо питань, пов'язаних з японськими воєнними злочинами. Корея перебувала під владою Японії після розпаду династії Чосон в 1910 році. Під час Другої китайсько-японської війни Японія розпочала військове вторгнення і окупувала східний Китай. 
Під час Другої світової війни імператорська армія Японської імперії вчинила багато воєнних злочинів проти китайців і корейців. Це змусило обох виступити проти позиції японського уряду щодо воєнних злочинів, скоєних під час війни. Питання, в яких китайський та уряд Республіки Корея стоять разом, включають суперечливі візити японських політиків до храму Ясукуні, суперечки щодо японських підручників історії та втішні жінки.

### Чон Гин
У 2014 році в китайському місті Харбін, де Ан Чон Гин убив прем'єр-міністра Японської імперії Іто Хіробумі в 1909 році, було відкрито меморіал, присвячений корейському вбивці Ан Чон Гюну. Японський уряд висловив протест проти цього кроку, назвавши Ана «терористом».

## Громадська думка
| Опитування країни     | Позитивний | Негативний | Нейтральний | Поз-Нег |
| --------------------- | ---------- | ---------- | ----------- | ------- |
| Японія                | 9%         | 86%        | 5           | –77     |
| Швеція                | 14%        | 85%        | 1           | –71     |
| Австралія             | 15%        | 81%        | 4           | –66     |
| Данія                 | 22%        | 75%        | 3           | –53     |
| Об'єднане Королівство | 22%        | 74%        | 4           | –52     |
| Південна Корея        | 24%        | 75%        | 1           | –51     |
| Сполучені Штати       | 22%        | 73%        | 5           | –51     |
| Нідерланди            | 25%        | 73%        | 2           | –50     |
| Канада                | 23%        | 73%        | 4           | –50     |
| Бельгія               | 24%        | 71%        | 5           | –47     |
| Німеччина             | 25%        | 71%        | 4           | –46     |
| Франція               | 26%        | 70%        | 4           | –44     |
| Іспанія               | 36%        | 63%        | 1           | –27     |
| Італія                | 38%        | 62%        | 0           | –24     |

Опитування BBC / GlobeScan 2013 року показало, що 44% китайців позитивно ставляться до впливу Республіки Корея, а 28% — негативно. Опитування 2015 року, на яке посилається The Hankyoreh, показало, що 66,1% китайських респондентів позитивно ставляться до Республіки Корея. Опитування 2021 року, проведене вченими з Університету Райса, Університету Британської Колумбії та Школи державної політики Лі Куан Ю, показало, що 43% китайців висловлюють несхвальне ставлення до Республіки Корея, тоді як 49% висловлюють схвальну думку.
Опитування в Республіці Корея у 2019 році, проведене Інститутом політичних досліджень Асана, показало, що 51,4% респондентів негативно ставляться до КНР, порівняно з 62,9% несприятливих до Японії, 47,9% до КНДР, 15,3% до США  інше опитування дослідницького центру Pew у 2019 році показало, що 63% громадян Республіки Корея негативно ставляться до КНР.
Погані стосунки, а також повідомлення у ЗМІ та фільми, які увічнюють негативний, злочинний імідж китайців у Республіці Корея, привели до деяких онлайн-промов ворожнечі, висловлених у головних коментарях основних новинних порталів. Під час пандемії COVID-19 понад півмільйона громадян Республіки Корея підписали петицію з лобіюванням уряду заборони в'їзду китайців до країни.